# Висенте Гарсия Гонсалес
Винсенте Гарсия Гонсалес (на испански: Vicente García González) е кубински революционер и политик.

## Биография
Роден през 1833 г. в Тунас. Получава образованието си в Сантяго де Куба в Seminario San Basilio el Magno. От 1856 г. започва да участва в нелегални антииспански дейности.
С началото на първата война за независимост на Куба се присъединява към бунтовническите сили. Когато президентът Томас Естрада Палма е заловен от вражески войски през ноември 1877 г., вицепрезидентът Франсиско Хавиер Сеспедес свиква Камарата на представителите за да избере нов президент и Винсенте Гарсия Гонсалес е избран за този пост. Той е принуден да сключи примирие с испанците и след преговори да подпише Санхонския договор.
На 16 март 1878 г. Гонсалес напуска президентския пост и става главнокомандващ на републиканската армия. На 6 юни 1878 г. въстаническата армия официално капитулира, а на 7 юни Гонсалес напуска Куба с парахода Гуадалкивир и се установява във Венецуела, където е убит от испанците 8 години по-късно.